# سيمون دييديو
سيمون دييديو (بالفرنسية: Simon Diedhiou)‏ هو لاعب كرة قدم سنغالي في مركز الهجوم، ولد في 10 يوليو 1991 في داكار في السنغال. لعب مع نادي ديامبارز ونادي غينت ونادي هاوغسوند.

## وصلات خارجية
- سيمون دييديو على موقع قاعدة بيانات كرة القدم.إي يو (الإنجليزية)
- سيمون دييديو على موقع Soccerway.com (الإنجليزية)
- سيمون دييديو على موقع AS.com (الإسبانية)